# Nesomedon oahuensis
Nesomedon oahuensis är en skalbaggsart som beskrevs av Sharp 1908. Nesomedon oahuensis ingår i släktet Nesomedon och familjen kortvingar. Inga underarter finns listade i Catalogue of Life.